# Hugo III av Cypern
Hugo III av Cypern (även Hugo I av Jerusalem, Hugo av Antikia eller Hugo av Lusignan), född 1235, död 24 mars 1284, var kung över Kungadömet Cypern 1267–1284 och kung av Jerusalem 1268–1284. Han var son till Henrik av Antiokia och Isabella av Cypern, dotter till Hugo I av Cypern.